# Malcolm
För andra betydelser, se Malcolm (olika betydelser).
Malcolm är ett namn som används både som för- och efternamn. Som förnamn är det ett mansnamn liksom de alternativt stavade Malkolm och Malkom. Stavningen med k är en försvenskning av det ursprungligen skotska namnet Malcolm. Således är Malkolm den stavning som används i almanackans namnsdagsnämnd. Som efternamn används i Sverige enbart den ursprungliga stavningen Malcolm, som är namnet på en skotsk klan. Både förnamnet och efternamnet Malcolm förekommer främst i länder med engelsktalande befolkning, där det också ingår i många geografiska namn.
Enligt statistik tillgänglig i juni 2016 var följande antal personer bosatta i Sverige med förnamnen
- Malcolm: 1246 män varav 637 med namnet som tilltalsnamn
- Malkolm: 442 män, varav 98 med namnet som tilltalsnamn
- Malkom: 41 män, varav 15 med namnet som tilltalsnamn.

Totalt blir detta 1729 män, varav 750 som tilltalsnamn.
Det var 30 personer bosatta i Sverige med Malcolm som efternamn.
Mansnamnet Malcolm är ett keltiskt namn, som kom till Sverige på 1600-talet med skotska invandrare. Betydelsen sägs vara tjänare hos Colm eller Columbas tjänare, där Columba (eller Columcille) var namnet på den missionär som kristnade Skottland. 
Namnsdag (med stavningen Malkolm): 28 mars, tillsammans med Morgan. (1993-2000: 28 november).

## Personer med efternamnet Malcolm
- Christian Malcolm (född 1979), brittisk (walesisk) friidrottare
- Christopher Malcolm (1946–2014), engelsk skådespelare, regissör och producent
- David Malcolm (född 1952), brittisk litteraturvetare och översättare från polska och tyska
- Ellen Malcolm  (född 1947), amerikansk politisk aktivist
- John Malcolm (1769–1833), skotsk ämbetsman och historiker, verksam i Indien
- Norman Malcolm (1911–1990), amerikansk filosof

## Personer med förnamnet Malcolm eller Malkolm

### Utan efternamn
Enligt svenska regler är stavningen av historiska kunganamn försvenskad.
- Malkolm I av Skottland (regerade 943–954), kung
- Malkolm II av Skottland (954–1034), kung
- Malkolm III av Skottland (1031–1093), kung
- Malkolm IV av Skottland (omkring 1141–1165), kung
- Malcolm X(1925–1965), född Malcolm Little , amerikansk medborgarrättsaktivist
- Malcom (fotbollsspelare) (född 1997), artistnamn för Malcom Filipe Silva de Oliveira, brasiliansk fotbollsspelare

### Övriga (urval)
- Malcolm Anderson (född 1935), australisk tennisspelare
- Malcolm Bradbury (1932–2000), brittisk författare och professor
- Malcolm Bruce (född 1944), brittisk parlamentsledamot, liberaldemokrat
- Malcolm Dixelius (född 1948), svensk journalist
- Malcolm Fridlund (född 1952), svensk astronom
- Malcolm Loughead (Lockheed), amerikansk flygplanskonstruktör och uppfinnare
- Malcolm Lowry (1909–1957), brittisk författare
- Malcolm MacDonald (1901–1981), brittisk parlamentsledamot
- Malcolm McDowell (född 1943), brittisk skådespelare
- Malcolm McLaren (1946–2010), brittisk manager och musiker
- Malkolm Moënza (född 1993), svensk fotbollsspelare
- Malcolm Muggeridge (1903–1990), brittisk journalist och författare
- Malkolm Petterson (1862–1951), svensk lantbrukare och politiker, frisinnad
- Malcolm Sargent (1895–1967), brittisk dirigent
- Malcolm Sinclair (1690–1739), svensk friherre, officer och diplomatiskt sändebud
- Malcolm-Jamal Warner (född 1970), amerikansk skådespelare
- Malcolm Wicks (1947–2012), brittisk parlamentsledamot, labour
- Malcolm Young (född 1953), australisk gitarrist